# Fiecare moare singur (film din 1976)
Fiecare moare singur (titlul original: în germană Jeder stirbt für sich allein) este un film dramatic vest-german, realizat în 1976 de regizorul Alfred Vohrer, după romanul omonim al scriitorului Hans Fallada. 
La fel ca și cartea, filmul se bazează pe viețile reale ale cuplului berlinez Otto Hermann Hampel și Elise Hampel.
Hans Fallada a scris romanul la sfârșitul anului 1946. Este considerată prima lucrare a unui scriitor german neemigrant care abordează tema rezistenței împotriva național-socialismului.
Protagoniștii filmului sunt actorii Hildegard Knef și Carl Raddatz.

## Rezumat
Acțiunea filmului se petrece la Berlin în 1940, în timpul celui de-al Doilea Război Mondial, când Hitler era la apogeul puterii sale. Rezistența germană la nazism a atins un prag ridicat după succesele din Polonia și campania franceză ale armatei germane. Cuplul Anna și Otto Quangel locuiesc la Berlin în condiții foarte modeste, fără prea mult interes pentru politică. Dar când singurul fiu al lui Otto cade într-o campanie din Franța, durerea trezește în ei o neîncredere totală față de regimul nazist.
Atunci când o vecină evreică se sinucide, Anna decide să reziste în mod activ. Ea scrie mesaje foarte personale pe cărți poștale-manifest, pe care le împarte inițial singură și mai târziu cu soțul ei în casa scărilor, punându-le în cutiile poștale ale caselor din Berlin. Ambii au fost descoperiți și arestați de Gestapo, apoi condamnați la moarte. Otto se sinucide în sala de judecată cu o capsulă cu cianură, iar Anna este executată două luni mai târziu.

## Distribuție
- Hildegard Knef – Anna Quangel
- Carl Raddatz – Otto Quangel
- Martin Hirthe – comisarul Escherich
- Gerd Böckmann – asistentul criminalist Schröder
- Sylvia Manas – Trudel Baumann
- Peter Matić – Enno Kluge
- Heinz Reincke – Emil Borkhausen
- Beate Hasenau – Karla Borkhausen
- Hans Korte – obergruppenführer Prall
- Alexander Radszun – Otti Quangel
- Rudolf Fernau – judecătorul Fromm
- Brigitte Mira – dna. Häberle
- Heinz Ehrenfreund – Karl Hergesell
- Edith Heerdegen – dna. Rosenthal
- Wilhelm Borchert – pastorul Lorenz
- Pinkas Braun –
- Friedrich G. Beckhaus – președintele judecător
- Kurt Buecheler –
- Dietrich Frauboes –
- Jacques Breuer – Baldur Persicke
- Wolf Goldan –
- Renate Grosser –
- Heinz Spitzner –
- Klaus Miedel –
- Arnold Marquis –
- Otto Czarski –

## Premii și nominalizări
- 1976 Festivalul Internațional de Film de la Berlin
  - Nominalizare la premiul Cel mai bun actor - rol principal feminin) pentru Hildegard Knef

- 1976 Festivalul de la Karlovy Vary
  - Premiul pentru cea mai bună actriță pentru Hildegard Knef[2].

## Literatură
- Fallada, Hans, Fiecare moare singur, București, 584 p.: Editura de Stat pentru Literatură și Artă, 1951;